# To Drown a Rose
To Drown a Rose è il secondo EP di Death in June, pubblicato nel 1987.
Il vinile ha le frasi "Il nostro tempo è passato ..." e ".... e sarà di nuovo" graffiato in esso. La pressione di prova per questa pubblicazione è stata eseguita su vinile da 12" in contrapposizione al formato 10" finalizzato.

## Tracce
Testi e musiche di Pearce, eccetto ove indicato.
Lato A
1. To Drown a Rose - 4:25

Lato B
1. Europa : The Gates of Heaven - 4:07 (Pearce, Balance)
2. Zimmerit - 2:23

## Formazione
- Douglas Pearce

### Altri musicisti
- Rose McDowall
- John Balance
- Gary Carey
- Christ '777'
- Jan O'